# Vlastimil Vajčner
Vlastimil Vajčner (* 22. února 1959 Brno) je bývalý český hokejový útočník.

## Hokejová kariéra
V československé lize hrál za TJ ZKL/Zetor Brno, Duklu Trenčín a TJ Gottwaldov. Odehrál 8 ligových sezón, nastoupil ve 246 ligových utkáních, dal 36 ligových gólů a měl 56 ligových asistencí. Reprezentoval Československo na mistrovství světa juniorů do 20 let v roce 1978, kde tým skončil na 4. místě, na mistrovství světa juniorů do 20 let v roce 1979, kde tým skončil na 2. místě a na mistrovství Evropy juniorů do 18 let v roce 1977, kde tým skončil na 2. místě. V nižších soutěžích hrál i za TJ Plastika Nitra, TJ Lokomotiva Ingstav Brno a TJ ZVL Žilina.

## Klubové statistiky
| Sezona    | Klub                       | Soutěž  | Základní část | Základní část | Základní část | Základní část | Základní část |
| Sezona    | Klub                       | Soutěž  | Z             | G             | A             | B             | TM            |
| --------- | -------------------------- | ------- | ------------- | ------------- | ------------- | ------------- | ------------- |
| 1975/1976 | TJ ZKL Brno                | 1. liga | 7             | 0             | 1             | 1             | 2             |
| 1976/1977 | TJ Zetor Brno              | 1. liga | 27            | 6             | 4             | 10            | 12            |
| 1977/1978 | TJ Zetor Brno              | 1. liga | 32            | 5             | 4             | 9             | 12            |
| 1978/1979 | Dukla Trenčín              | 1. liga | 31            | 6             | 6             | 12            | 10            |
| 1979/1980 | Dukla Trenčín              | 1. liga | 42            | 11            | 14            | 25            | 27            |
| 1980/1981 | TJ Zetor Brno              | 2. liga | 26            | 6             | 9             | 15            | 18            |
| 1981/1982 | TJ Zetor Brno              | 1. liga | 37            | 4             | 11            | 15            | 16            |
| 1982/1983 | TJ Zetor Brno              | 1. liga | 37            | 2             | 8             | 10            | 20            |
| 1983/1984 | TJ Gottwaldov              | 1. liga | 33            | 2             | 8             | 10            | 20            |
| 1984/1985 | TJ Plastika Nitra          | 2. liga | 32            | 9             | 23            | 32            | -             |
| 1985/1986 | TJ Plastika Nitra          | 2. liga | -             | -             | -             | -             | -             |
| 1985/1986 | TJ Lokomotiva Ingstav Brno | 2. liga | -             | 8             | -             | -             | -             |
| 1986/1987 | TJ Lokomotiva Ingstav Brno | 2. liga | -             | 10            | -             | -             | -             |
| 1987/1988 | TJ Lokomotiva Ingstav Brno | 2. liga | -             | 7             | -             | -             | -             |
| 1988/1989 | TJ ZVL Žilina              | 3. liga | 12            | 5             | -             | -             | -             |